# لین کریک (میزوری)
لین کریک (به انگلیسی: Linn Creek) یک شهر در ایالات متحده آمریکا است که در شهرستان کمدن، میزوری واقع شده‌است. لین کریک ۳٫۳۹ کیلومتر مربع مساحت و ۲۴۴ نفر جمعیت دارد و ۲۰۹ متر بالاتر از سطح دریا قرار دارد.